# (330856) Ernsthelene
(330856) Ernsthelene est un astéroïde de la ceinture principale.

## Description
(330856) Ernsthelene est un astéroïde de la ceinture principale. Il fut découvert le 20 août 2009 à Taunus par Rainer Kling et Ute Zimmer. Il présente une orbite caractérisée par un demi-grand axe de 2,43 UA, une excentricité de 0,16 et une inclinaison de 6,2° par rapport à l'écliptique.

## Compléments